# Logan Richardson
Logan Richardson, né le 29 juillet 1980 à Kansas City (Missouri), est un saxophoniste alto, compositeur, chef d'orchestre et producteur.
Richardson fait ses débuts en tant que chef d'orchestre avec son album, sorti en 2007, Cerebral Flow. Il est également membre du groupe NEXT Collective. En 2015, Richardson réalise son premier enregistrement, intitulé SHIFT, sur un label majeur, Blue Note Records, avec Pat Metheny, Jason Moran, Harish Raghavan et Nasheet Waits.

## Biographie

### Enfance
Richardson naît à Kansas City, dans le Missouri. Il grandit entouré des nombreux LP et 45 tours de ses parents. Il est constamment immergé dans le R&B, la pop, le rock, le funk, la soul, la maison de disques Motown et le gospel dès son plus jeune âge, écoutant des artistes tels que The Temptations, Stevie Wonder, Prince, Mahalia Jackson, Phil Collins, James Ingram, Hall & Oates et Michael Jackson.

### Années de formation
Logan Richardson fréquente l'Académie Paseo des beaux-arts et des arts du spectacle. Max Roach est le premier musicien de jazz que Richardson se souvient avoir vu en concert, à l'American Jazz Museum à Kansas City au milieu des années 1990. À Kansas City, Richardson a l'occasion de se produire avec le chef d'orchestre Jay McShann dans les années 1990, et d'étudier avec le grand saxophoniste et professeur de musique Ahmad Alaadeen. 
En 1996, Richardson, alors qu'il est encore au lycée, commence à diriger ses propres groupes à Kansas City. Richardson se produit en concert avec l'Orchestre symphonique de Kansas City le 27 février 1997 à l'âge de 16 ans, lorsqu'il est invité par Bill McGlaughlin, qui en est alors chef d'orchestre.
À 19 ans, il étudie à la Berklee School of Music de Boston, puis il rejoint à New York la New School University.

### Les années new-yorkaises
S'installant à New York en août 2001, Richardson est témoin direct des attentats du 11 septembre. Il est inscrit à la New School University où il rencontre et joue avec de jeunes musiciens tels Frank Locrasto, Tommy Crane, Jamire Williams, Joe Sanders, Burniss Earl Travis, Dekel Bor et les professeurs Greg Tardy, Carl Allen, Joe Chambers, Billy Hart, et bien d'autres, dont Stefon Harris, JD Allen, Butch Morris, Mulgrew Miller, etc. 
Depuis 2005, Richardson dirige son propre groupe, SHIFT. Il met en vedette les solos et les compositions de Richardson, ainsi que le jeu créatif et révolutionnaire de ses compatriotes.
Richardson est également membre du groupe Equality, du batteur Nasheet Waits (fils du batteur de jazz Freddie Waits), un groupe qui joue dans de nombreux festivals internationaux  tels que le « North Sea Jazz Festival » et le « Jazz Baltica » avec les pianistes Jason Moran, Stanley Cowell et le bassiste Tarus Mateen.
Le 27 février 2009, Richardson participe au concert visant à réinterpréter le célèbre enregistrement Monk at Town Hall 1959 avec Jason Moran et Big Bandwagon.
En 2011 il s'établit à Paris.

## Discographie

### En tant que leader
- Afrofuturism ( Whirlwind Recordings, 2021)
- blues PEOPLE ( Ropeadope, 2018)
- Shift ( Blue Note, 2015) (avec Pat Metheny )
- Ethos ( Inner Circle Music, 2008)
- Cerebral Flow ( Fresh Sound, 2007)

### En tant que sideman
- Modes of communication : Letters from the Underworlds (2020), Nduduzo Makhathini
- Ancestral Recall (2019), Christian Scott
- Tributary Tales (2017), Gerald Clayton
- Covert Art (2013), NEXT Collective
- Life Forum (2013), Gerald Clayton
- Dream Pursuit (2012), Tony Tixier
- Morgan Rewind : A Tribute to Lee Morgan Vol. 1 , (JMood, 2012) Roberto Magris
- III (2010), Walter Smith III
- Sixty-Eight, (2011) Billy Hart
- Equality (2009), Nasheet attend
- The Winding Shell (2009) Jesse Elder
- Prelude... to Cora (2008) Ambroise Akinmusire
- Stephs of Faith (2006), Greg Tardy
- The Outlaw (2005), Joe Chambers
- The Golden Republic (2005)